# HD 142531
HD 142531，又名BD+56 1838，SAO 29698、HR 5922，是一颗恒星，视星等为5.81，位于銀經87.29，銀緯46.84，其B1900.0坐标为赤經15h 49m 56.9s，赤緯+56° 46.84′ 19″。